# ريتشارد ستانفورد
ريتشارد ستانفورد هو سياسي أمريكي، ولد في 2 مارس 1767، وتوفي في 9 أبريل 1816. انتخب عضو مجلس النواب الأمريكي ‏.